# 世界耐力錦標賽
国际汽联世界耐力锦标赛（英語：FIA World Endurance Championship）是由西方汽车俱乐部（ACO）主办，国际汽车联合会（FIA）监管的一项赛车世界锦标赛事。这项赛事接替了ACO于2010年创办的勒芒洲际杯，也是自1992年世界跑车锦标赛停办后第一次举办世锦赛级别的跑车耐力赛事。“世界耐力锦标赛”这一名称曾在1981至1985年被国际汽联所使用。
世界耐力锦标赛由多场耐力赛事组成，参赛的赛车包括以下组别：Hypercar（LMH及LMDh）、LMP2和基于量产跑车改装的GT耐力赛车。在一个赛季中获得最多分数的制造商和车手将获得世界冠军头衔，另外一些奖杯将奖励给各组别的车手与私人车队。

## 比赛形式
2012年首次舉辦的世界耐力锦标赛延续了勒芒洲际杯的主要形式。赛季包含在世界各地举办的8场分站赛，其中包括勒芒24小时耐力赛。锦标赛继续沿用當時ACO主办赛事的四个组别：Hypercar和LMP2原型车组，以及两个GTE组别（由专业车手参加的GTE专业组和有业余车手参加的GTE业余组）。
在2023年赛季，比赛共设有6项锦标，其中包括2项世界冠军头衔：Hypercar世界耐力锦标赛车手冠军和車廠冠军；其餘四項錦標頒與積分最高的LMP2、GTE业余组車手和车队。
比赛计分方式与其它国际汽联世锦赛类似，前十名完赛者从高到低获得25分至1分，第十一名或以后完赛的获得0.5分（2022年賽季起不再設有第十一名或以后積分）。在勒芒24小时耐力赛，積分将加至2倍。歷時8至10小時的耐力賽事（包括锡布灵1000英里赛及巴林8小時賽），積分将加至1.5倍。此外，各组别的杆位車手将獲1分。共同驾驶同一辆赛车的车手获得相同积分，并在车手积分榜上共享同一名次。
2021年賽季起，超級賽車組別（Hypercar）取代LMP1組別，成為世界耐力锦标赛最高級別賽車。原只容許利曼超級賽車（LMH）比賽，及後在2023年賽季起容許利曼戴通納h（LMDh）與LMH賽車同場比賽。
在2021年，因應車廠對GTE組的興趣漸減，ACO宣佈2023年賽季取消GTE專業組，2024年賽季起GTE業餘組轉為LMGT3組別。2024年賽季起LMP2組別只於勒芒24小时耐力赛比賽。

## 赛事列表

### 当前赛事（2024）
| 比赛                   | 赛道                  | 地点                   |
| ---------------------- | --------------------- | ---------------------- |
| 卡塔爾1812公里賽       | 卢赛尔国际赛道        | 卡塔爾路薩爾           |
| 伊莫拉6小時賽          | 安佐與迪諾·法拉利賽道 | 意大利伊莫拉           |
| 斯帕-弗朗科爾尚6小時賽 | 斯帕-弗朗科爾尚賽道   | 比利時斯帕             |
| 勒芒24小时耐力赛       | 萨尔特赛道            | 法国勒芒               |
| 聖保羅6小時賽          | 因特拉戈斯賽道        | 巴西聖保羅             |
| 獨星勒芒賽             | 美洲赛道              | 美国奥斯丁             |
| 富士6小时赛            | 富士國際賽車場        | 日本静冈县骏东郡小山町 |
| 巴林8小时赛            | 巴林国际赛道          | 巴林萨基尔             |

### 曾经举办的赛事
| 比赛             | 赛道               | 地点                 |
| ---------------- | ------------------ | -------------------- |
| 锡布灵12小时赛   | 锡布灵国际赛道     | 美国佛罗里达州锡布灵 |
| 纽博格林6小时赛  | 纽博格林赛道       | 德国尼尔堡           |
| 墨西哥6小时赛    | 罗德里格斯兄弟赛道 | 墨西哥墨西哥城       |
| 銀石4小時賽      | 銀石賽道           | 英國銀石             |
| 上海4小時賽      | 上海國際賽車場     | 中國上海             |
| 锡布灵1000英里賽 | 锡布灵国际赛道     | 美国佛罗里达州锡布灵 |
| 波爾蒂芒8小時賽  | 阿爾加維國際賽道   | 葡萄牙波爾蒂芒       |
| 蒙扎6小時賽      | 國立蒙札賽車場     | 意大利蒙札           |

## 历届冠军
| 赛季    | 车手冠军                                      | 车手冠军                         | 車廠冠军     | 車廠冠军     |
| 赛季    | 勒芒原型车组                                  | GT耐力赛车组                     | 勒芒原型车组 | GT耐力赛车组 |
| ------- | --------------------------------------------- | -------------------------------- | ------------ | ------------ |
| 2023    | 塞巴斯蒂安·布米 布伦登·哈特利 平川亮          | 未頒發                           | 豐田         | 未頒發       |
| 2022    | 塞巴斯蒂安·布米 布伦登·哈特利 平川亮          | 詹姆斯·克拉多 阿莱桑多·皮尔·盖迪 | 豐田         | 法拉利       |
| 2021    | 米克·康威 小林可夢偉 荷西·馬利亞·盧比斯       | 詹姆斯·克拉多 阿莱桑多·皮尔·盖迪 | 未頒發       | 法拉利       |
| 2019-20 | 米克·康威 小林可夢偉 荷西·馬利亞·盧比斯       | 馬可·索倫森 尼基·蒂姆            | 未頒發       | 雅士頓·馬田  |
| 2018-19 | 费尔南多·阿隆索 塞巴斯蒂安·布米 中嶋一貴      | 迈克尔·克里斯滕森 凯文·埃斯特    | 未頒發       | 保时捷       |
| 2017    | 蒂莫·伯恩哈德 布伦登·哈特利 艾尔·班伯         | 詹姆斯·克拉多 阿莱桑多·皮尔·盖迪 | 保时捷       | 法拉利       |
| 2016    | 内尔·雅尼 罗曼·迪马 马克·利布                 | 尼基·蒂姆 马尔科·瑟伦森          | 保时捷       | 法拉利       |
| 2015    | 马克·韦伯 蒂莫·伯恩哈德 布伦登·哈特利         | 里夏德·利茨                      | 保时捷       | 保时捷       |
| 2014    | 塞巴斯蒂安·布米 安东尼·戴维森                 | 詹马里亚·布鲁尼 托尼·维兰德      | 丰田         | 法拉利       |
| 2013    | 阿兰·麦克尼什 汤姆·克里斯滕森 卢瓦克·杜瓦尔   | 詹马里亚·布鲁尼                  | 奥迪         | 法拉利       |
| 2012    | 安德烈·洛特雷尔 伯努瓦·特雷吕耶 马塞尔·法斯勒 | 未頒發                           | 奥迪         | 法拉利       |